# Alkini
Alkini su aciklički nezasićeni ugljikovodici koji u molekuli pored jednostrukih imaju i trostruke kovalentne veze.

## Homologni niz
Opća formula homolognog niza alkina je CnH2n-2, a članovi (izuzevši etin) se razlikuju po skupini CH2. Imena su izvedena iz imena alkana s jednakim brojem atoma C, osim što umjesto nastavka -an imaju nastavak -in.
| Redni broj | Ime    | Molekulska formula | Sažeta strukturna formula                              |
| ---------- | ------ | ------------------ | ------------------------------------------------------ |
| 1.         | etin   | C2H2               | CH ≡ CH                                                |
| 2.         | propin | C3H4               | CH ≡ C - CH3                                           |
| 3.         | butin  | C4H6               | CH ≡ C - CH2 - CH3                                     |
| 4.         | pentin | C5H8               | CH ≡ C - CH2 - CH2 - CH3                               |
| 5.         | heksin | C6H10              | CH ≡ C - CH2 - CH2 - CH2 - CH3                         |
| 6.         | heptin | C7H12              | CH ≡ C - CH2 - CH2 - CH2 - CH2 - CH3                   |
| 7.         | oktin  | C8H14              | CH ≡ C - CH2 - CH2 - CH2 - CH2 - CH2 - CH3             |
| 8.         | nonin  | C9H16              | CH ≡ C - CH2 - CH2 - CH2 - CH2 - CH2 - CH2 - CH3       |
| 9.         | decin  | C10H18             | CH ≡ C - CH2 - CH2 - CH2 - CH2 - CH2 - CH2 - CH2 - CH3 |

## Svojstva

### Fizikalna
Fizička svojstva alkina vrlo su slična fizičkim svojstvima alkana. Ona također ovise o broju i rasporedu atoma ugljika u molekuli.
Agregatno stanje:
- 2 – 4 atoma C: plinovi
- 5 – 17 atoma C: tekućine
- više od 17 atoma C: krutine

Vrelište im raste porastom relativne molekularne mase, a pada većim stupnjem razgranatosti lanca.
Slabo se otapaju u vodi (ali bolje od alkana i alkena), a dobro se otapaju u organskim otapalima.

### Kemijska
Alkini su kemijski aktivni spojevi zbog specifične strukture trostruke kovalentne veze. Ona se sastoji od dvije slabe π-veze (pi-veza) i jedne čvrste σ-veze (sigma-veza). Pri reakciji, π-veze se kidaju te se na njih vežu atomi (ili skupine atoma) drugog reaktanta, a σ-veza ostaje u vidu jednostruke (ili dvostruke) kovalentne veze.
Reakcije alkina:
1. s halogenim elementima
2. s hidridima halogenih elemenata
3. s vodikom, uz katalizator (platinu)
4. lako se oksidiraju
5. zapaljeni na zraku gore tvoreći ugljikov(IV) oksid i vodu.

Prve četiri reakcije odvijaju se elektrofilnom adicijom na trostruku kovalentnu vezu.

Primjer: reakcija etina s bromom
```
 HC ≡ CH   +   Br
2
   
→
   HC = CH
                          |   |
                          Br  Br
 
 HC = CH   +   Br
2
   
→
   HC - CH
  |   |                   |   |
  Br  Br                  Br
2
  Br
2
```

## Nazivlje
Nazivlje (po IUPAC-u) jednako je nazivlju alkena, no treba voditi računa o položaju trostruke kovalentne veze (a ne dvostruke).
1. Određuje se najduži lanac atoma C u spoju – ovisno o broju atoma C u lancu, određuje se "glavni" naziv (npr. propin), koji se piše na kraju.
2. Numeriraju se atomi C, vodeći računa o smjeru brojanja: atomi C spojeni trostrukom vezom trebaju dobiti što manji broj. Osim toga, atomi C koji na sebe imaju vezan neki drugi atom ili skupinu atoma trebaju dobiti što manji mogući broj. Pri tome se atomi vodika ne računaju. Broj prvog atoma C na kojem je trostruka kovalentna veza piše se prije  "glavnog" naziva spoja.
3. Izvodi se naziv spoja: prvo se napiše broj atoma C na koji je vezan atom ili skupina atoma, a zatim naziv tog atoma ili skupine. Nazivi atoma ili skupina navode se abecednim redom, a između elemenata (brojevi te nazivi atoma ili skupina) pišu se povlake. Ako su na jedan atom C vezana dva ili više atoma (ili skupina), broj tog atoma se piše dva (ili više) puta, brojevi se odvajaju zarezom, a nazivu atoma ili skupine dodaje se prefiks – grčki broj atoma ili skupine.

Za primjer pogledajte nazivlje alkena (jer je sve potpuno isto, osim što je kod alkina trostruka kovalentna veza, a ne dvostruka).

## Izomerija

### Strukturna
Strukturna izomerija je pojava dva ili više spoja imaju jednaku molekulsku formulu i molekulsku masu, ali se razlikuju po rasporedu atoma (a time i svojstvima). Strukturna izomerija alkina u principu je jednaka strukturnoj izomeriji alkana (a i alkena).

### Konfiguracijska
Konfiguracijski izomeri su stereoizomeri kod kojih se promatra položaj istovrsnih (skupina) atoma u odnosu na ravninu u kojoj se nalazi dvostruka kovalentna veza. Istovrsni atomi (ili skupine) mogu biti na istoj strani u odnosu na tu ravninu ili na suprotnim stranama. Konfiguracijska izomerija alkina jednaka u principu je jednaka konfiguracijskoj izomeriji alkena.